# Digitale Allmende
Als Digitale Allmende wird der in digitaler Form verfügbare Teil der Wissensallmende bezeichnet, bei der es um die Verteilung und das gemeinschaftliche Eigentum an Informationsressourcen und Technologien geht. Das gemeinschaftliche Eigentum ermöglicht es, dass die digitale Allmende von der gesamten Bevölkerung genutzt werden darf. Dadurch bietet die digitale Allmende der Gemeinschaft einen freien und einfachen Zugang zu Informationen. Dazu gehören auch digitalisierte Kopien des kulturellen Erbes, welches nicht mehr dem Urheberrecht unterliegt. Gleichbedeutend ist der Begriff des digitalen Gemeinguts, annähernd gleichbedeutend der Begriff der Digital Public Domain, der im US-amerikanischen Recht jedoch eine engere, streng definierte Bedeutung aufweist. Die Zugehörigkeit eines Kultur- oder Wirtschaftsguts zur Digitalen Allmende wird durch das Urheberrecht bestimmt. Diese digitale Allmende werden durch verschiedene Formen der Lizenzierung, wie die GNU General Public License und verschiedene Creative-Commons-Lizenzen, geschützt und definiert. Die Nutzung der digitalen Allmende kann z. B. durch Kopierschutz- und andere Technologien eingeschränkt werden.
Der entscheidende Unterschied zu anderen digitalen Gütern besteht darin, dass die digitale Allmende von der Gemeinschaft selbst entwickelt wird. Menschen, die an digitalen Allmenden arbeiten, gestalten die Ressourcen so, dass diese in der digitalen Allmende verbleiben und für die gesamte Bevölkerung frei zugänglich sind. In der Regel ist die digitale Allmende daher verständlich für die jeweilige Zielgruppe.

## Entwicklungsanfänge
Eines der ersten Beispiele für digitale Allmende ist die Freie-Software-Bewegung. Die Freie-Software-Bewegung wurde in den 1980er Jahren von Richard Stallman ins Leben gerufen, mit dem Ziel die Nutzung und Verbreitung freier Software zu fördern. Um den Missbrauch der von der Bewegung geschaffenen Software zu verhindern, gründete Stallman die GNU General Public License. Software, die öffentlich zugänglich und unter dieser Lizenz veröffentlicht wird, muss auch dann, wenn sie verbessert oder verändert wird, unter derselben Lizenz veröffentlicht werden. Dies gewährleistet, dass die Software in der digitalen Allgemeinheit verbleibt und weiterhin frei genutzt werden kann.

## Moderne Beispiele
Durch das Internet sind radikale neue Wege für den Austausch von Informationen und Software entstanden, was das rasante Wachstum der digitalen Allmende auf das heutige Niveau ermöglicht hat. Dank der digitalen Allmende können Menschen und Organisationen ihre Software, Fotos, allgemeine Informationen und Ideen äußerst mühelos austauschen.

### Wikis
Wikis leisten einen bedeutenden Beitrag zur digitalen Allmende, indem sie Mitgliedern die Möglichkeit bieten, Inhalte zu erstellen und zu bearbeiten. Diese Plattformen fördern die Bündelung und Zusammenstellung von Wissen für die gemeinschaftliche Nutzung. Dieses Wissen kann produktiv genutzt werden und bietet neue Möglichkeiten in den Bereichen Bildung, Gesundheitswesen, Produktion, Verwaltung, Finanzen, Wissenschaft und anderen. Wikipedia ist eines der größten digitalen Allmende Projekte. Als freiwillig betriebenes digitales Lexikon ermöglicht Wikipedia den freien Zugang zu Wissen. Gegründet im Jahr 2001, verzeichnet Wikipedia über 25 Milliarden Seitenansichten und ist in 150 Sprachen verfügbar.

### Creative Commons
Creative Commons (CC) ist eine gemeinnützige Organisation, die eine Vielzahl kostenloser Urheberrechtslizenzen bereitstellt. Ihr Fokus liegt auf der Erweiterung der Flexibilität des Urheberrechts. Mit Creative-Commons-Lizenzen können Urheber ihre Werke lizenzieren, indem sie die Lizenz und die Art der Rechte auswählen, die anderen Nutzern zur Verfügung stehen sollen. In der Regel werden Creative-Commons-Lizenzen verwendet, um das Werk auf die nicht-kommerzielle Nutzung zu beschränken. Plattformen wie Flickr und Pixabay bieten Millionen von Bildern mit Creative-Commons-Lizenz an, die im Rahmen der digitalen Allmende frei verfügbar sind. Darüber hinaus wird die OER (Open Educational Resources) Lizenz für Bildungszwecke genutzt, wodurch Materialien von anderen weiterverwendet werden können. Ein bekanntes Format hierfür sind zum Beispiel MOOCS (Massive Open Online Courses), frei zugängliche Online-Kurse, die oft von Universitäten angeboten werden.

### Öffentliche Software-Repositories
Öffentliche Software-Repositories, darunter Plattformen wie GitHub, ermöglichen die gemeinschaftliche Entwicklung von Open-Source-Softwareprojekten. Hierbei bieten öffentliche Software-Repositories ein System, in dem Gemeinschaften gemeinsam an Open-Source-Softwareprojekten arbeiten können. Einzelpersonen haben die Möglichkeit, Beiträge zu Projekten zu leisten, was zu einem kontinuierlichen Wachstum und Fortschritt des Projekts führt.

### Open-Source-Landwirtschaft
Die Open-Source-Landwirtschaft entwickelt sich als technologieorientierte soziale Bewegung und reiht sich in andere technologie- und produktorientierte Bewegungen ein, die alternative technologische Praktiken und Artefakte anstreben. Hierzu gehören historische Bewegungen wie die Ludditen im 19. Jahrhundert, die sich gegen profitorientierte Technologien wandten, und die Bewegung für angepasste Technologien in den 1970er Jahren, die sich für eine auf den Menschen ausgerichtete, kleinmaßstäbliche, erschwingliche und umweltfreundliche Technologie mit lokaler Autonomie einsetzte. Zudem haben die Bewegung für ökologische Lebensmittel, die alternative landwirtschaftliche Methoden unterstützt, sowie die Open-Source-Bewegung für Software und Hardware, die sich gegen die Produktion proprietärer Produkte richtet, maßgeblich zum Erbe beigetragen, auf dem die Open-Source-Landwirtschaft heute aufbaut.
Die Open-Source-Landwirtschaft orientiert sich an den Prinzipien der Open-Source-Softwareentwicklung und erleichtert den Austausch von landwirtschaftlichem Wissen, Praktiken und Daten innerhalb der landwirtschaftlichen Gemeinschaft. Durch die Förderung von Zusammenarbeit und Transparenz strebt diese Bewegung an, Innovation und Effizienz in der Landwirtschaft zu steigern. Landwirte haben die Freiheit, auf Informationen zuzugreifen, diese zu modifizieren und weiterzugeben, um so anpassbare landwirtschaftliche Technologien und Lösungen für ihre individuellen Bedürfnisse zu entwickeln. Durch die Übernahme von Open-Source-Prinzipien will die Open-Source-Landwirtschaft die Nachhaltigkeit und Widerstandsfähigkeit des Agrarsektors fördern und stellt gleichzeitig traditionelle proprietäre Ansätze in Frage. Mit ihrem integrativen Ansatz für landwirtschaftliche Innovationen strebt die Bewegung eine gerechtere und nachhaltigere Zukunft für Landwirte und Gemeinschaften weltweit an.

## Digitale Allmende in der Politik
Die Vereinten Nationen streben danach, klare Regeln und transparente Prozesse zu etablieren, um die gemeinschaftliche Entwicklung zu verbessern. Hierbei ist die Zusammenarbeit verschiedener Akteure an erster Stelle, um die Vorteile digitaler Allmenden zu erreichen.
Ebenso erkennt die Europäische Union Potenziale der digitalen Allmende. Im Oktober 2020 hat die Europäische Kommission die Open-Source-Software-Strategie 2020–2023 verabschiedet, deren Hauptziel es ist eine europaweite digitale Souveränität zu erreichen. Die Europäische Union hat sich darüber hinaus vorgenommen, die Entwicklung digitaler Allmenden zu fördern. Die Vorteile sieht die Europäische Union in gesteigerter Transparenz sowie der Einbindung lokaler Gemeinschaften, die ihre Fähigkeiten einbringen können. Digitale Allmende können zudem dazu beitragen, die Nachhaltigkeitsziele zu fördern und räumliche Grenzen zu überwinden.
Die EU stellt außerdem die „Open-Source-Lizenz für die Europäische Union“ (EUPL) bereit. Diese Lizenz ermöglicht es Entwicklern, ihre Beiträge öffentlich zu teilen und auch Änderungen bei weiteren Projekten vorzunehmen. Diese Änderungen werden wiederum allen Nutzern zur Verfügung gestellt.

## Kritik

### Ungleichgewicht zwischen den Geschlechtern in Digitaler Allmende
Die Unterrepräsentation von Frauen und die mangelnde Geschlechtervielfalt in den MINT-Fächern und der Programmierkultur lassen sich auch bei Initiativen im Bereich der digitalen Allmende sowie in Open-Source-Softwareprojekten wie Wikipedia beobachten. Auch kleinere Initiativen wie Hackerspaces, Makerspaces oder Fab Labs weisen ein erhebliches Geschlechtergefälle unter ihren Teilnehmenden auf.
Verschiedene Initiativen wurden ins Leben gerufen, um diesen Herausforderungen zu begegnen und die bestehende Kluft zu überbrücken. Ihr Ziel ist es, ermächtigende Räume zu schaffen, in denen Frauen und nicht-binäre Personen experimentieren, sich austauschen sowie voneinander und miteinander lernen können. Feministische Hackerspaces entstanden als Reaktion auf die Erfahrungen von Frauen mit Sexismus, Belästigung und Frauenfeindlichkeit in der sogenannten Brogrammer-Kultur von Hackerspaces. Einige Projekte streben nicht nur die Geschlechterparität unter den Teilnehmenden an und schaffen Räume für Frauen und nicht-binäre Personen, sondern setzen sich auch dafür ein, die Unterrepräsentation geschlechtsbezogener Themen in Bewegungen und Ergebnissen ihrer Arbeit sichtbar zu machen. Ein Beispiel hierfür ist das Kollektiv Geochicas, das sich in der OpenStreetMap-Community engagiert. Es betrachtet Karten durch eine feministische Linse und visualisiert Daten im Kontext von Gender und Feminismus. Hierfür führte das Kollektiv in den Jahren 2016 und 2017 ein Projekt zur Kartierung von Krebskliniken und Femiziden in Nicaragua durch. Zusätzlich initiierte Geochicas Sichtbarkeitskampagnen auf X (ehem. Twitter) unter dem Hashtag „#MujeresMapeandoElMundo“ sowie die „Internationale Umfrage zur Geschlechterrepräsentation“. Im Jahr 2018 erstellten sie eine virtuelle Karte, indem sie Daten von OpenStreetMap analysierten, um auf die mangelnde Repräsentation von Frauennamen auf den Straßen von Städten in Lateinamerika und Spanien aufmerksam zu machen.

### Die Tragik der digitalen Allmende
Die Tragik der digitalen Allmende thematisiert Probleme wie die Überlastung des Datenverkehrs und die digitale Verschmutzung infolge unsachgemäßer Technologienutzung. Ausgehend von der Tragik der Allmende und der digitalen Kluft haben Gian Maria Greco und Luciano Floridi die „Tragik der digitalen Allmende“ beschrieben. Ähnlich wie bei der Tragik der Allmende liegt das Hauptproblem der digitalen Tragik in der Bevölkerung und tritt auf zwei Wegen auf:
Erstens betrifft dies den durchschnittlichen Nutzer, der sich in der Informations-Technologie (Infosphäre) ähnlich den Hirten in Hardins Theorie verhält. Der Nutzer erschöpft gemeinsame Ressourcen, ohne auf die Regeneration zu achten, etwa durch die übermäßige Beanspruchung des Datenverkehrs beim schnellen Aufrufen von Webseiten. Zweitens zeigt sich die Tragik durch die Verschmutzung der Infosphäre, die durch rücksichtslose Nutzung von Technologie und digitalen Ressourcen sowie die Überproduktion von Daten entsteht. Dies führt zu einem Überfluss an Informationen, der die Kommunikation beeinträchtigt und zu Informationsüberlastung führt, wie beispielsweise durch den hohen Anteil von Spam am E-Mail-Verkehr, der bis zu 45 % erreichen kann.
Hardin präzisierte später, dass seine Theorie der Tragik der Allmende nur auf nicht verwaltete Allende anwendbar ist, die über keine Nutzungsbedingungen verfügen. Im Kontext digitaler Allmende hingegen sind oft klare Nutzungsbedingungen vorhanden, wie sie beispielsweise von der Wikimedia-Stiftung für Wikipedia festgelegt werden.